# 布羅德沃特縣
布羅德沃特縣（英語：Broadwater County）是美國蒙大拿州西部的一個縣。面積3,209平方公里。根據美國2000年人口普查，共有人口4,385人。治所湯森（Townsend）。
成立於1895年（一說1897年）。縣名紀念當地的殖民先鋒Charles A. Broadwater上校。